# Démofoón (Mysliveček, 1775)
Démofoón (v italském originále Demofoonte) je opera ve třech dějstvích českého skladatele Josefa Myslivečka. Bylo to jeho již druhé zhudebnění téhož populárního libreta italského básníka Pietra Metastasia, poprvé uvedeného roku 1733 s hudbou Antonia Caldary (první verzi Démofoónta Mysliveček napsal již roku 1769 pro Teatro San Benedetto v Benátkách). Tato opera (a všechny ostatní Myslivečkovy opery) náleží k žánru vážné opery nazývanému v italštině opera seria.

## Vznik a historie díla
V 18. století byla Metastasiova libreta natolik populární a žádaná, že někteří skladatelé zhudebnili totéž libreto i vícekrát. Reprízy totiž nebyly časté a divadla žádala spíše novou hudbu, zatímco známé a osvědčené libreto bylo pro diváka výhodou. Proto Mysliveček zhudebnil Démofoónta podruhé. Tentokrát byla opera napsána pro Teatro San Carlo v Neapoli, kde byla poprvé uvedena 20. ledna 1775 při oslavě narozenin krále Karla III. Španělského, bývalého vládce Neapolského království, jehož narozeniny a jmeniny byl stále připomínány divadelními představeními i za vlády jeho syna Ferdinanda. I tato opera byla u publika velmi úspěšná, a to natolik, že primadona této inscenace, sopranistka Antonia Bernasconiová, si odnesla árie z této opery s sebou do svého nového angažmá v Londýně.

## Osoby a první obsazení
| Osoba                                                                      | Hlasový obor     | Premiéra (20. ledna 1775)             |
| -------------------------------------------------------------------------- | ---------------- | ------------------------------------- |
| Démofoón (Demofoonte), král thrácký                                        | tenor            | Giuseppe Tibaldi                      |
| Dirkéa (Dircea), tajná manželka Timanta                                    | soprán           | Antonia Bernasconi                    |
| Timantés (Timante), považovaný za syna Démofoónta a dědice thráckého trůnu | soprán (kastrát) | Ferdinando Tenducci                   |
| Kreusa (Creusa), fryžská princezna, Timantova zamýšlená nevěsta            | soprán           | Elisabetta Fiorentini                 |
| Cherintos (Cherinto), syn Démofoónta, zamilovaný do Kreusy                 | soprán (kastrát) | Giuseppe Pugnetti                     |
| Matusios (Matusio), považovaný za Dirkéina otce                            | bas              | Michele Mazziotti                     |
| Adrastos (Adrasto), kapitán královské gardy                                | alt              | Celidea Squillace (v kalhotkové roli) |

## Děj opery
Thrácký král Démofoón se ptal Apollónovy věštírny, jak dlouho musí pokračovat každoroční obětování jedné panny. Odpověď je záhadná: "tak dlouho, dokud na trůně sedí nevinný uchvatitel". Šlechtic Matusios se snaží ochránit svou dceru Dirkéu před obětováním. On ani Démofoón nevědí, že Dirkéa je tajně provdána za Timanta, Démofoóntova syna a dědice. Démofoón chce, aby se Timantés oženil s fryžskou princeznou Kreusou. Timantův mladší bratr Cherintos ji právě doprovází do thráckého království, cestou se však do ní zamiluje. Když se Timantés setká s Kreusou, přizná se jí, že si ji nemůže vzít, ale důvod nevysvětlí.
Dirkéa byla zadržena a uvězněna, když se pokoušela uprchnout ze země, a Démofoón nařizuje, aby byla neprodleně obětována. Timantés se ji snaží osvobodit, avšak bez úspěchu, naopak je sám také uvězněn. Kreusa prosí Démofoónta o milost. Král propouští Timanta i Dirkéu a Timantés se rozhodne vzdát se nároku na trůn ve prospěch Cherinta.
Náhle je nalezen dopis, který prozrazuje, že Dirkéa je Démofoóntovou dcerou, a tedy Timantés a Dirkéa jsou sourozenci. Timantés zoufá a snaží se Dirkéi vyhýbat. Z dalšího dopisu však vyjde najevo, že Timantés je ve skutečnosti synem Matusia. Všichni jsou šťastni: sňatek Timanta a Dirkéy se stává právoplatným a Cherintos je skutečným korunním princem a může se oženit s Kreusou. Není již třeba obětovat panny, protože Timantés již není "nevinným uchvatitelem trůnu".